# ناحیه موکونو
ناحیه موکونو (به لاتین: Mukono District) یک منطقهٔ مسکونی در اوگاندا است که در استان مرکزی، اوگاندا واقع شده‌است. ناحیه موکونو ۵۹۶٬۸۰۴ نفر جمعیت دارد و ۱٬۲۰۰ متر بالاتر از سطح دریا واقع شده‌است.